# Torre de Santa Caterina (Manresa)
La Torre de Santa Caterina és una obra del municipi de Manresa (Bages) declarada bé cultural d'interès nacional.

## Descripció
Al turó de Santa Caterina es troba una torre circular de tres pisos d'alçada i de grossos murs, de secció decreixent en alçada. Els murs són llisos i s'obre espitlleres per tot el seu perímetre. La porta d'entrada és allindanada. Actualment no es conserva la part superior i no té coberta.

## Història
Construcció del segle xix, probablement de la Primera guerra Carlina (cap al 1836).